# Первая Ивань
Первая Ивань — село в Малоархангельском районе Орловской области России. Административный центр Первомайского сельского поселения.

## География
Село находится на расстоянии 14 км к востоку от города Малоархангельск, административного центра района, и 77 км к юго-востоку от города Орёл, административного центра области.

### Часовой пояс
Село Первая Ивань, как и вся Орловская область, находится в часовой зоне МСК (московское время). Смещение применяемого времени относительно UTC составляет +3:00.

## Население
| 2002 | 2010 |
| ---- | ---- |
| 286  | ↘234 |

### Национальный состав
Согласно результатам переписи 2002 года, в национальной структуре населения русские составляли 94 % из 286 чел.